# Aleksandar Hemon
Aleksandar Hemon (Sarajevo, 9 settembre 1964) è uno scrittore bosniaco naturalizzato statunitense.

## Biografia
La madre di Aleksandar Hemon era serbo-bosniaca; il padre era di origine ucraina; un bisnonno dello scrittore, prima dello scoppio della prima guerra mondiale emigrò in Bosnia da una regione dell'Ucraina, allora parte dell'impero austro-ungarico.
Nel 2000 Hemon ha pubblicato il suo primo libro, The Question of Bruno, che comprende alcuni racconti ed un romanzo breve.
Il secondo libro, Nowhere Man, pubblicato nel 2002,  può essere considerato sia un romanzo sia un'antologia di racconti collegati: racconta di Jozef Pronek, un personaggio già apparso in uno dei racconti di The Question of Bruno. Nowhere Man fu finalista al premio National Book Critics Circle del 2002.
Nel giugno 2006 sono stati pubblicati da Picador Exchange of Pleasant Words and A Coin.
Risale al maggio 2008, il romanzo Il progetto Lazarus (The Lazarus Project), arricchito da numerose fotografie di Velibor Bozovic amico di infanzia di Hemon. Il romanzo è stato finalista ai premi National Book Award (2008) e National Book Critics Circle Award (2008) e ha vinto la V edizione del Premio Gregor von Rezzori nel 2011.
Nel maggio 2009 Hemon ha pubblicato una nuova raccolta di storie brevi intitolata Love and Obstacles, scritte in gran parte nello stesso periodo di The Lazarus Project.
Nel 2020 ha vinto il Premio Dos Passos.

## Opere
- Spie di Dio (The Question of Bruno, 2000), traduzione di A. Tranfo, Collana I Coralli n.137, Torino, Einaudi, 2000, ISBN 88-06-15347-1.
- Nowhere Man (2002), traduzione di A. Tranfo, Collana Supercoralli, Torino, Einaudi, 2004, ISBN 88-06-16888-6.
- (EN) Exchange of Pleasant Words and A Coin, 2006.
- Il progetto Lazarus (The Lazarus Project, 2008), traduzione di Maurizia Balmelli, Collana Supercoralli, Torino, Einaudi, 2010, ISBN 88-06-19424-0.
- Amore e ostacoli (Love and Obstacles, 2008), traduzione di Maurizia Balmelli, Collana I Coralli, Torino, Einaudi, 2014, ISBN 978-88-06-19425-3.
- Il libro delle mie vite (The Book of My Lives, 2013), traduzione di Maurizia Balmelli, Collana I Coralli, Torino, Einaudi, 2013, ISBN 978-88-06-21395-4.
- L'arte della guerra zombi, traduzione di Maurizia Balmelli, Collana Supercoralli, Torino, Einaudi, 2016, ISBN 978-88-06-22704-3.
- I miei genitori / Tutto questo non ti appartiene, Milano, Crocetti, 2022, ISBN 978-8883063657.
- Il mondo e tutto ciò che contiene, traduzione di Maurizia Balmelli, Milano, Crocetti, 2023, ISBN 978-8883064005..